# Isla Revolución de Octubre
La isla Revolución de Octubre (en ruso: остров Октябрьской Революции, ostrov Oktyabrskoy Revolyutsii) es la mayor isla del archipiélago de la Tierra del Norte, y está localizada en el Ártico de Rusia. Con una superficie estimada de 14 170 km², es la 59.ª isla más grande del mundo.
Administrativamente, la isla depende del Krai de Krasnoyarsk.

## Geografía
El punto más elevado de la isla es el monte Karpinsky, con 965 m. La mitad de la isla está cubierta de glaciares que llegan hasta el mar. En las zonas libres de hielo, la vegetación es tipo desierto o tundra.
La isla tiene cinco campos de hielo abovedados casquetes de hielo, que siguiendo el sentido de las agujas del reloj, desde el norte, son los siguientes: Rusanov, Karpinsky, Universidad, Vavilov y Albanov.> La estación meteorológica Vavilov estuvo en servicio entre 1974 y 1988, en la parte septentrional del campo de hielo Vavilov. Otro campo menor de hielo es el glaciar Mal'yutka. El río Podemnaya y el río Bolshaya desaguan en el noroeste entre los glaciares Vavilov y Albanov, y los ríos Bedovaya y Obryvistaya desembocan hacia el norte entre el Albanov y Rusanov.

## Historia
La isla fue explorada y nombrado por la expedición de G.A. Ushakov y Nikolay N. Urvantsev en 1930-32, aunque descubierta años antes en la Expedición Hidrográfica rusa al Océano Ártico En consonancia con su plan de nombrar las islas según los acontecimientos y movimientos de la Revolución Rusa de 1917, esta isla, al ser la mayor del archipiélago, fue nombrada "Revolución de Octubre".
Ha habido una petición para cambiar el nombre de esta isla por el de Svyataya Alexandra (Santa Alejandra).